# Сармата
Сармата (+357) - авва, память 30 августа (греч.), 11 октября (афр.).
Св. Сармата или Сарматас (греч.: Σαρματάς), ученик св. Антония Великого, жил неподалёку от своего учителя в пустыне на горе Клисма (Mount Clisma), что в Фиваиде Египетской. Прославился своими умерщвлением плоти и мудростью. Некоторые его высказывания вошли в Скитский Патерик.